# Анкимарово
Анкимарово — деревня в Шекснинском районе Вологодской области.
Входит в состав сельского поселения Раменского, с точки зрения административно-территориального деления — в Раменский сельсовет.
Расстояние по автодороге до районного центра Шексны — 40 км, до центра муниципального образования Раменья — 7 км. Ближайшие населённые пункты — Большой Двор, Горка, Большая Степановская.
По переписи 2002 года население — 2 человека.